# Goha
Goha ist ein französisch-tunesischer Film des Regisseurs Jacques Baratier aus dem Jahre 1958. Er wurde insbesondere am Filmfestival Cannes gezeigt, wo er den Preis Un certain regard erhielt und den Schauspieler Omar Sharif bekannt machte. In Goha hatte außerdem Claudia Cardinale ihren ersten Filmauftritt. Das Drehbuch beruht auf dem Roman Le Livre de Goha le simple von Albert Adès und Albert Josipovici.

## Handlung
Goha lebt, bei allen beliebt, in Tunesien. In seiner Nachbarschaft wohnt ein weiser Mann, der eines Tages die schöne Fulla heiratet. Nach einiger Zeit verlieben sich Fulla und Goha ineinander, woraufhin Fulla von ihrem Mann verstoßen wird und Goha mit Schimpf und Schande die Stadt verlassen muss. Fullas Mann folgt Goha und vergibt ihm. In Anbetracht dieser Großherzigkeit begeht Goha Selbstmord.

## Kritiken
Georges Sadoul schreibt in Dictionary of Films, Baratiers Version der Geschichte sei „charmant und poetisch“. Die Darstellung Gohas durch Omar Sharif sei „berührend“.